# Campanula bohemica
Campanula bohemica är en klockväxtart som beskrevs av Johan Hruby. Campanula bohemica ingår i släktet blåklockor, och familjen klockväxter. IUCN kategoriserar arten globalt som nära hotad.

## Underarter
Arten delas in i följande underarter:
- C. b. bohemica
- C. b. gelida

## Bildgalleri

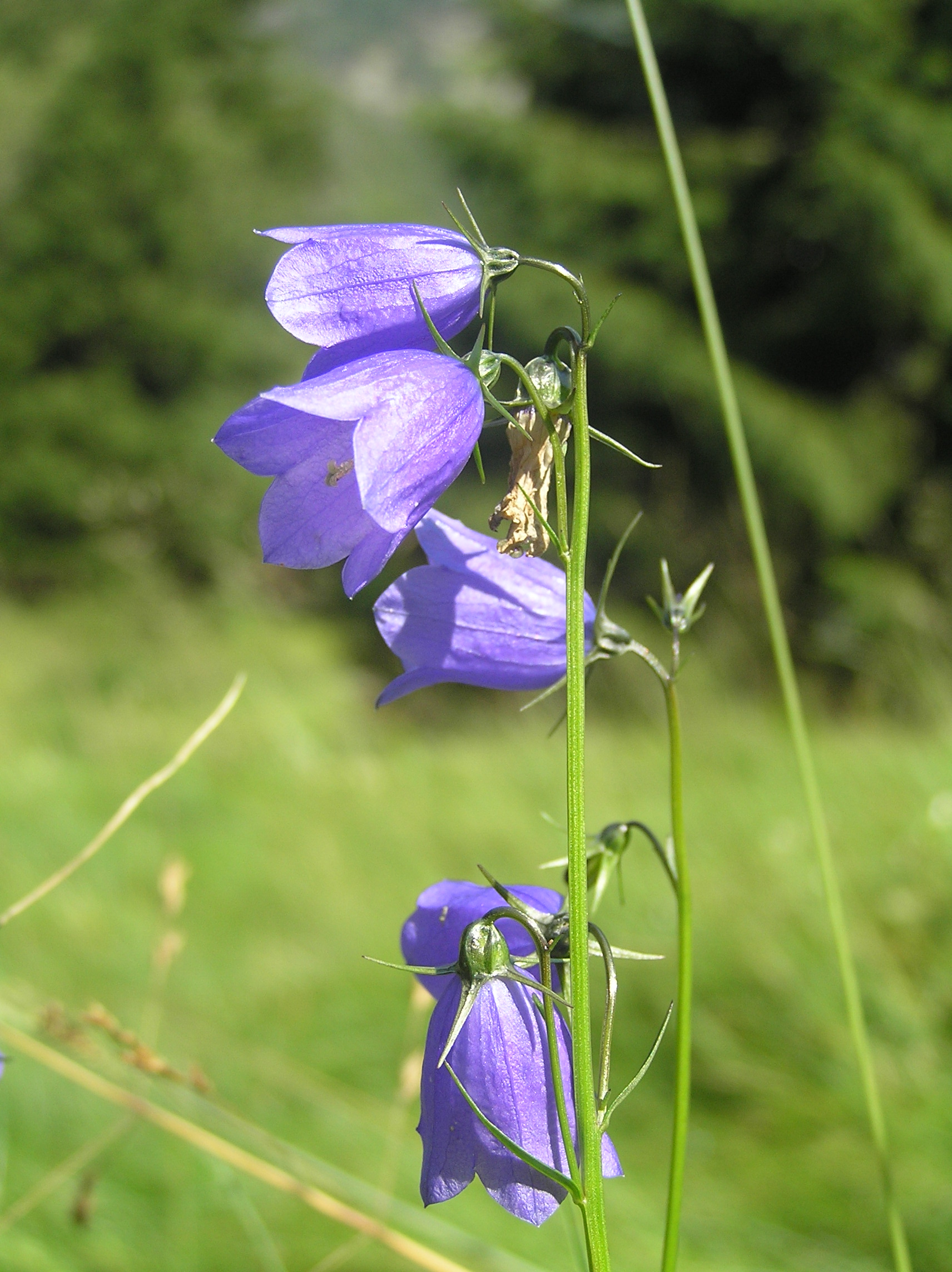
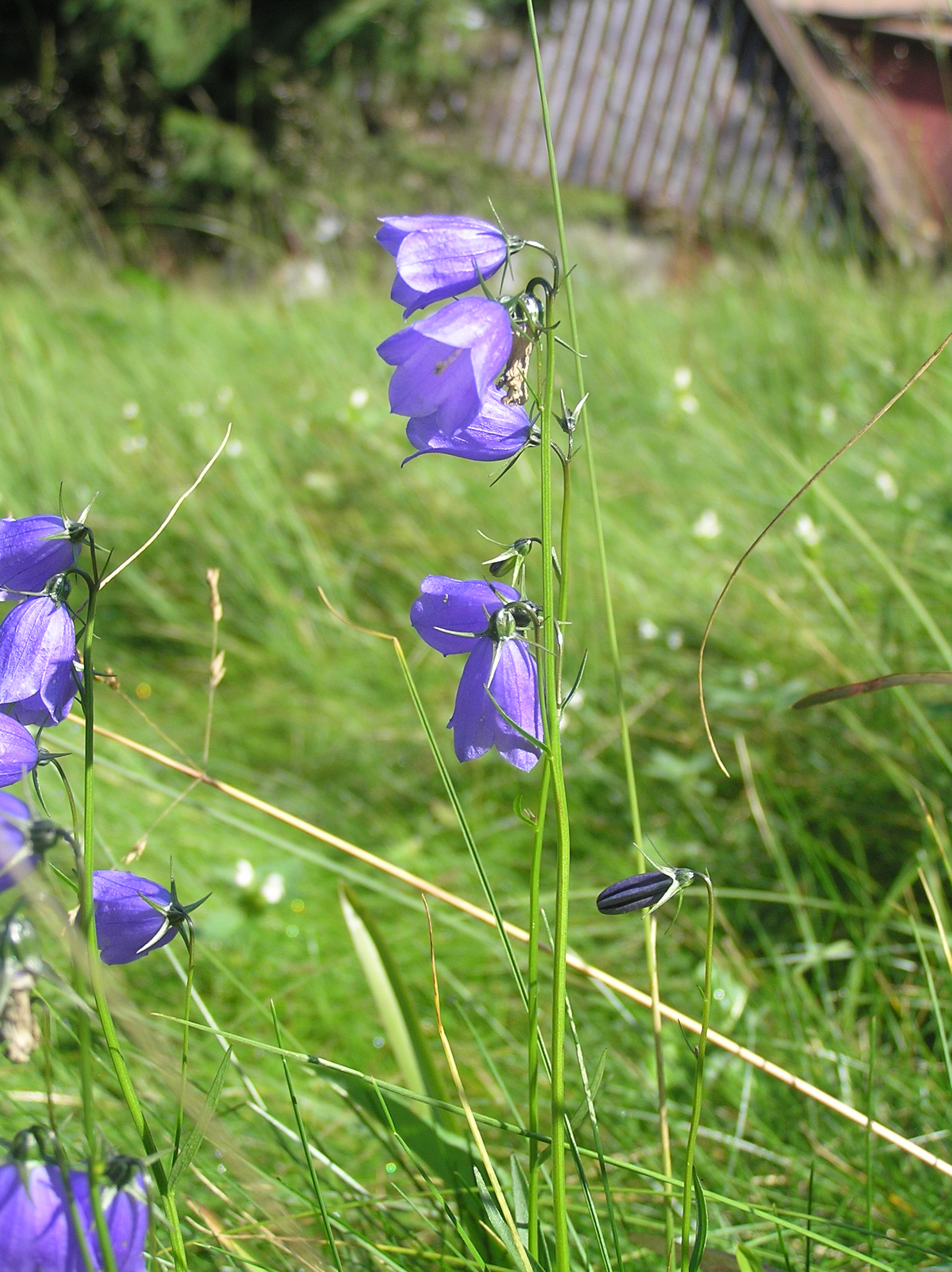
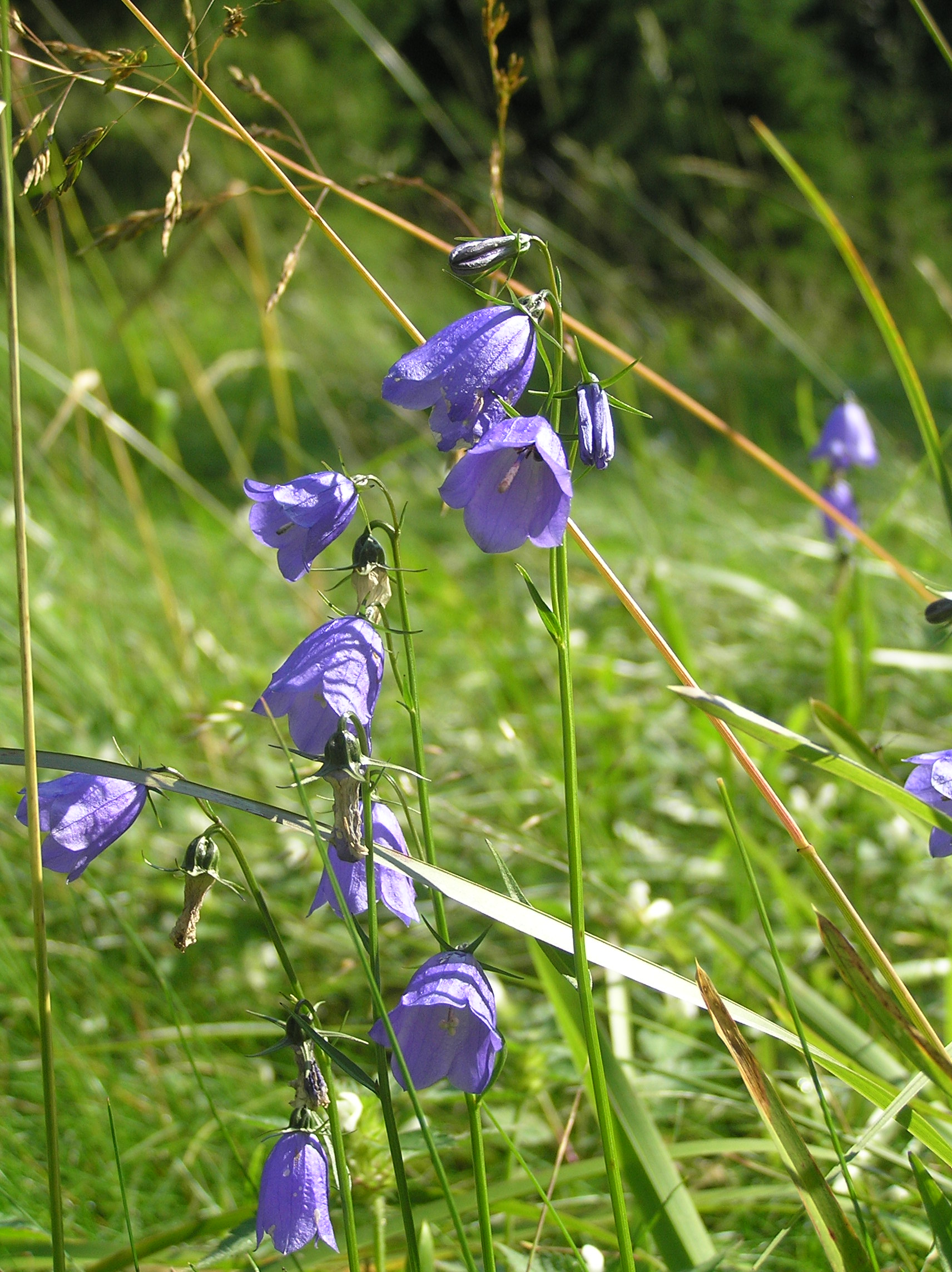